# Rácz Laci (cigányprímás, 1867–1943)
Rácz Laci (36. Rácz Laci vagy XXXVI. Rácz Laci), hivatalos nevén Rákóczy László (Pest, 1867. június 7. – Budapest, 1943. május 5.) magyar cigányprímás. Rácz Pali és Rákóczy Borbála törvénytelen gyermekeként született, így hivatalosan édesanyja nevét viselte. Apjának a 36. – legkisebb – gyermeke volt, innen ered későbbi nagyon elterjedt címzése: „36-ik Rácz Laci, a cigánykirály”.

## Életpályája
Rácz Pali legkisebbik fia már gyermekfejjel 1877-től apja zenekarában játszott. Elkísérte Szentpétervárra és Bécsbe is, 1881-ben pedig Londonban vendégszerepelt.
Apja halála után bátyjával ifj. Rácz Palival vezették apjuk zenekarát, de öt évvel később 1890-ben saját zenekart alapított. 1903-ban az országos cigányzene-versenyen nyertese volt. 
1911-ben az Adria kávéházban száznál több nótát játszott el egyfolytában ismétlés nélkül. A lelkes közönség aranyéremmel jutalmazta játékát és cigánykirálynak nevezték el.
1931-ben Rácz Lacit az amerikai magyarok és egy bizonyos Fried-házaspár meghívták Amerikai Egyesült Államokba családostul, a cigánykirály már a hajón telemuzsikálta a zsebét. New Yorkban hiába várta őket a fogadóbizottság; az óceánjáróról egy másik hajóra vitték őket, mert "hibát találtak" papírjaikban. Később kiderült, hogy Magyarországról "jóakarók" vádolták be őket.
A félreértés tisztázása után Rácz Laciék diadalutat tettek Amerikában a magyarlakta városokban, mikorra hazaérkeztek lakásuk betörve, kifosztva várta őket. 
Egy napon a korcsolyapályáról hazajövet Rácz Laci kiskamasz fia megfázott kórházba került, s a tüdőgyulladás elvitte. Ebben a fájdalomban Rácz Laci megőszült, búskomorrá vált. A kisfiú temetésén több mint 200 muzsikus vett részt.
A háború alatt elszegényedett. Felesége, Gyurcsik Júlia a Pázmány Péter Tudományegyetem menzáját bérelte és a diákoknak főzött.
36-ik Rácz Laciról, a világ első fej naturalistájáról sok legenda maradt fent pl. hogy híres fekete hegedűjét egy másik fiákerrel vitette maga után. Több prímásversenyt nyert híresen jó memóriájú ember lévén, még évek múltán is tudta hogy kinek mi a kedvenc nótája.
Mágnások, arisztokraták világhírű művészek mind a tisztelői voltak. Rácz Aladár Svájcból hosszú levélben üdvözli, méltatja, Lehár Ferenc, a híres operett szerző megköszöni hegedűjátékát, gróf Klebelsberg Kuno sosem felejti el köszönteni újévkor, hegedűjátékát szívesen és elismerően hallgatták a kor nagy hegedűművészei, mint pl. Jasha Heifetz és Bronisław Huberman
Bámulatos hegedűjátékát, szerzeményeit több hanglemez őrzi. A cigányzene stílusát olyan fogásokkal-cifrázatokkal fejlesztette, amelyet mára minden cigányprímás elsajátított. Több zenekari szerzeménye közül a Tüzes tánc és az Ördög csárdás az ismertebb.

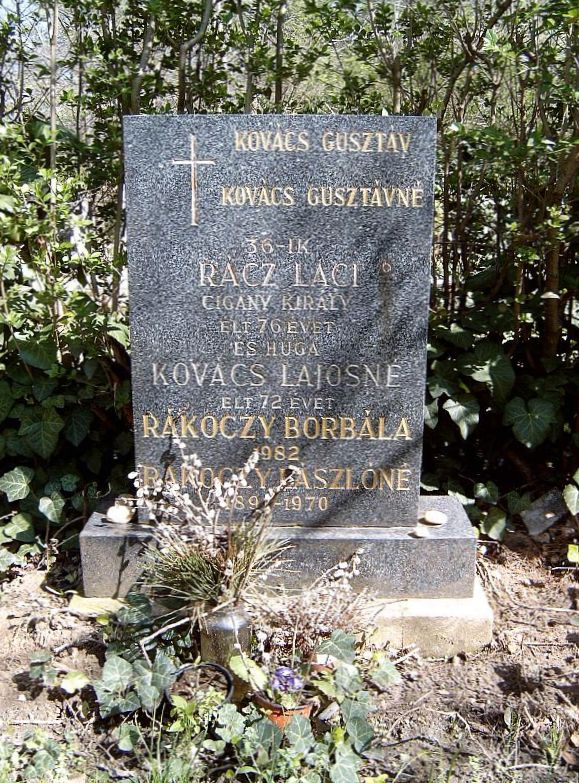
Rácz Laci cigányprímás sírja Budapesten. Új köztemető: 2/5-1-89.

Sírja az Új köztemetőben található (2/5-1-89).

## Hang és kép
- Filmhíradók online Rácz Laci és zenekara muzsikál Pátria Kávéház
- 36. Rácz Laci emlékműsor
- 36.-ik Rácz Laci – Kossúth nóták
- Ferencvárosi séták emlékezés Rácz Lacira